# Javier Milei
Javier Gerardo Milei (Buenos Aires, 22. listopada 1970.) argentinski je političar, ekonomist i pisac, od 10. prosinca 2023. obavlja dužnost predsjednika Argentine. Godine 2021. Milei je izabran u argentinski Zastupnički dom, predstavljajući grad Buenos Aires. 
Mileijeva majka Alicia bila je kućanica, a njegov otac Norberto bio je vozač autobusa. Otac mu je talijanskog podrijetla, dok mu je majka, djevojačkog prezimena Lucich hrvatskog podrijetla. U rodu su s urugvajskim TV voditeljem Rodrigom Lussichem, koji je rekao da su im baka i djed emigrirali iz Hrvatske u Argentinu. Izjavio je, da su ga roditelji tukli i verbalno zlostavljali pa se udaljio od njih.
Milei je predavao sveučilišne kolegije iz: makroekonomije, ekonomskog rasta, mikroekonomije i matematike za ekonomiste. Napisao je brojne knjige i vodio radijske emisije. Mileijeva stajališta izdvajaju ga u argentinskom političkom krajoliku te su izazvala značajnu pozornost javnosti i polarizirajuće reakcije.
Kao nacionalni zastupnik, ograničio je svoje zakonodavne aktivnosti na glasovanje, fokusirajući se umjesto toga na kritiziranje onoga što on smatra argentinskom političkom elitom i njezinom sklonošću visokoj državnoj potrošnji. Milei je obećao da neće povećavati poreze i donirao je svoju plaću kroz mjesečnu tombolu. 
Pobijedio je ministra gospodarstva Sergia Massu u drugom krugu argentinskih predsjedničkih izbora 2023. na platformi koja je smatrala ideološku dominaciju peronizma odgovornom za još uvijek aktualnu argentinsku monetarnu krizu iz 2018. godine.
Milei je poznat po svojoj osobnosti, osebujnom osobnom stilu i snažnoj prisutnosti u medijima. Politički je opisan kao desničarski libertarijanac i desničarski populist, te je pristaša laissez-fairea, koji se posebno slaže s minarhističkim i anarhokapitalističkim načelima. Predložio je sveobuhvatnu reviziju fiskalne i strukturne politike zemlje. Podržava slobodu izbora u pogledu politike droga, oružja, prostitucije, istospolnih brakova, seksualnih preferencija i rodnog identiteta, dok se protivi pobačaju i eutanaziji. U vanjskoj politici zalaže se za bliže odnose sa Sjedinjenim Državama, podržava Ukrajinu kao odgovor na invaziju Rusije i udaljava Argentinu od geopolitičkih veza s Kinom.